# Molot
Molot (russisk: Молот) er en russisk spillefilm fra 2016 af Nurbek Egen.

## Medvirkende
- Aleksej Tjadov som Victor Strojev
- Oksana Akinsjina som Vera
- Anton Sjagin
- Sergej Tjirkov som Alik
- Melvin Manhoef som Manuel Rivera